# 史葛·占美遜
史葛·占美遜（Scott Jamieson，1988年10月13日—），是一名澳洲職業足球員，司職左閘，現效力澳職球會墨爾本城。
他曾效力阿德萊德聯和FC悉尼，於2012年季尾與悉尼完約後便以自由身轉會至珀斯光輝。他在2009年起曾入選澳洲國家隊。